# Stromy pod čističkou (Hojsova Stráž)
Stromy pod čističkou jsou skupinou památných stromů v Hojsově Stráži na Šumavě. Čtyři lípy velkolisté (Tilia platyphyllos) a jasan ztepilý (Fraxinus excelsior) rostou nad silnicí u autobusové zastávky pod čističkou. Jasan má obvod kmene 469 cm a dosahuje výšky 26 m (měření 1995). Lípy mají obvody kmene 430, 528, 487 a 540 cm, jejich výšky jsou 30, 34, 27 a 30 m (měření 2003). Všechny stromy jsou chráněny od roku 1995 pro svůj vzrůst a jako krajinná dominanta.

## Stromy v okolí
- Lípa pod čističkou
- Stromy u kostela
- Lípy na Vyhlídce
- Jezerní jedle